# 쿠팡 왕국
네델란드 동인도 회사(Dutch East India Company)의 식민지 점령지였던 쿠팡 지역에서 지방 호족들의 반란이 발생을 하였다. 당시 네델란드와 동맹관계를 맺고 있었던 손바이 왕국에서는 네델란드 군사들과 다른 동맹 국가들을 돕기 위해서 손바이 왕국의 국왕의 동생인 Baki Nisnoni왕자를 파견하여 반란을 진압한다. 그리고 현재 쿠팡 왕조의 계승 가문이 바로 Baki Nisnoni이 후손들이다.
손바이 끄찔, 암바이, 암바이-오이페토, 포에나이, 타에베누 그리고 헤롱 공국들을 주축으로 쿠팡주(州)는 1917년 연방을 형성한다. 같은 해인 1917년 타에베누 공국의 라자 돈 다우드 하노크 타노프 (Raja Don Daud Hanoch Tanoch Tanof)왕은 최고 원로 통치자의 자격으로 통일 연방 공국 초대 국왕에 오른다. 그러나 얼마 지나지 않아 돈 다우드 왕의 뒤를 이을 후사를 남겨놓지 않고 사망한다.
1918년 7월 연방 공국중 하나인 손바이 끄찔의 돈 니콜라스 이수 니스노니 (Don Nicolaas Isu Nisnoni) 왕이 2대 연방 국왕으로 선출이 된다. 1945년 돈 니콜라스 이수 니스노니 왕은 장남인 돈 알폰수스 니스노니  (Don Alfonsus Nisnoni)왕자에게 양위를 물려준다. 헤롱공국의 왕자들과 왕족들은 이에 대해서 반박을 했었지만, 결국 1948년 돈 알폰수스 니스노니 왕은 그의 아버지 돈 니콜라스 이수 니스노니에 이어 3대 연방 공국의 왕권을 이어 받는다.
인도네시아의 독립정부가 수립된 후, 돈 알폰수스 국왕은 쿠팡 지역의 정치적인 영향력이 급 부상 하였다. 돈 알폰수스 국왕은 티모르 연방정부의 부회장직을 역임했다. 그리고 나중에는 자신의 개인 사업을 운영했다. 돈 알폰수스 국왕의 장남이자 후계자인 돈 레오폴드 니스노니(Don Leopold Nisnoni) 왕자는 아버지의 재위 기간중 네델란드에서 잠시동안 거주하면서 사회 경험을 쌓았다. 쿠팡 왕국으로 귀국후 돈 레오폴드 왕자는 지역 행정 업무를 맞아 보기도 하였다. 그리고 다시 돈 알폰수스 국왕의 기존의 사업을 물려받아 운영을 하였다. 1992년 돈 알폰수스 국왕은 타계 하였다. 당시 티모르 공국 연합 협회의 부회장이었던 돈 레오폴드 왕자는 제4대 쿠팡 왕국의 국왕으로 선출 되었다.

## 같이 보기
- 손바이
- 손바이 끄찔
- 손바이 버사르